# Царска Бистрица
„Царска Бистрица“ е дворец на владетелите от Третото българско царство. Намира се над курорта Боровец в Рила. Построен е между 1898 и 1914 г. Изпълнявал е функциите на ловна хижа за царете Фердинанд I и Борис III. Архитектурният облик е повлиян от традиционния български възрожденски стил, но заедно с това в него личат и европейски архитектурни влияния.
Царска Бистрица е важна част от историята на последната българска царска династия. Тук на 28 август 1943 г. съобщават на царица Йоанна, че съпругът ѝ, цар Борис III е болен от мистериозна болест. Също тук 6-годишният Симеон и 9-годишната Мария-Луиза виждат за последен път баща си жив.

## Етапи на изграждане
През 1898 г. е изградено първото крило на двореца, известно като „Стария дворец“, което се състои от няколко стаи, кабинет и спални. По-късно, по проект на арх. Пенчо Койчев, са изградени още две крила с обширна гостна, трапезария и втори етаж със спални, будоари и още един кабинет. Така при завършването си през 1914 г. се оформил цял комплекс от дворцови сгради и красив парк, през който минава р. Бистрица Мусаленска.

## Интериор
Първата стая от Стария дворец е обзаведена като корабна каюта. През 1902 г. Фердинанд пътува до Бразилия на кораба „Нова Америка“. Според една от версиите капитанът Жан-Луи Морис, с когото били стари приятели, подарява на царя корабното обзавеждане.
В ловната част на Царска Бистрица се съхранява огромна колекция от ловни трофеи, събирана в продължение на половин век. Повечето животни са отстреляни от цар Борис III, но има също трофеи на княз Кирил и княгиня Надежда, която обичала да ловува наред с мъжете. Крачета от дива коза са използвани за опора на настолна лампа в кабинета на първия етаж. Автентичната атмосфера на ловния кабинет е запечатана при снимките на филма „Цар и генерал“.
Малкият вестибюл, който отделя старата част от дворцовата, е украсен с персийски килим, подарен от шаха на Иран на втората съпруга на Фердинанд – Елеонора фон Ройс-Кьостриц. На ниска масичка е поставена огромна гравирана гилза – символ на последния снаряд, изстрелян в Балканската война. Всички стаи на двореца са снабдени с красиви кахлени печки, украсени със сложни цветни орнаменти и доставени специално от Австрия. Въпреки че те са над 50 на брой, няма две еднакви по форма и цвят. Най-красивите от тях са поставени в спалните на княгините Евдокия и Надежда. В тези стаи са запазени също старите тапети от коприна и памук, които не са залепени, а само опънати по стените.
В трапезарията на двореца е поставен огромен портрет на Христо Марков, личния ловец на Фердинанд, починал от раните си след като е ранен от мечка.
Просторната гостна на двореца е украсена с резбован дървен таван, чиито орнаменти са изработени от майстори дърворезбари от Трявна, Самоков и Копривщица. Камината в гостната е декорирана с мраморни плочи, подарени на царя от кмета на Самоков. Те били част от автентичната украса на прочутата самоковска чешма, строена през XVII в.
Върху пианото в една от нишите стои голям еврейски свещник за седем свещи – т. нар. менора, подарена на Борис от еврейската общност в България.
Дворецът притежава собствено електрозахранване, което се осигурява от малка водноелектрическа централа „Сименс“, инсталирана през 1912 г.
Свързани с двореца „Царска Бистрица“ са и ловните хижи „Ситняково“ (просторна дървена постройка на надморска височина – 1740,40 м.) и Саръгьол.

## След 1945
След 1945 г. дворецът Царска Бистрица е национализиран от новия режим в България.
След демократичните промени през 1989 г., „Царска Бистрица“ е реституирана от сина на цар Борис III Симеон II по време на мандата му като министър-председател на България. Дворецът е отворен за посещения от обикновени граждани. Работното време е от четвъртък до неделя между 9 и 17 ч.
Република България предявява иск за собствеността и през 2014 г. Софийският окръжен съд излиза с решение, че дворецът е държавна собственост и Симеон Сакскобургготски и сестра му Мария Луиза трябва да го върнат и да платят обезщетение (ако решението влезе в сила).
На 12 октомври 2020 година Върховният касационен съд решава окончателно делото за собствеността и връща двореца на Симеон Сакскобургготски и Мария Луиза Хробок.

## Галерия
- Царска Бистрица преди 1944 година
- Електростанцията
- Генератор Сименс АГ 170 kW, инсталиран през 1912 г. в двореца „Царска Бистрица“
- Вход към парка и двореца